# ZTE Axon 7
Das ZTE Axon 7 ist ein Smartphone von ZTE. Das Gerät wurde in Deutschland ab Ende Juni 2016 verkauft. Es besitzt einen Qualcomm Snapdragon 820-SoC, das einen 64-Bit-Quad-Core-Prozessor mit maximal zweimal 2,15 GHz und zweimal 1,6 GHz sowie 4 GB RAM und eine Adreno 530 GPU beinhaltet.
Bei diesem Modell kommt ein 5,5 Zoll großer Bildschirm zum Einsatz. Das Gerät besitzt analog zum HTC 10 einen Bildschirm mit einer QHD-Auflösung von 2560 × 1440 Pixeln. Die Hauptkamera ist von Samsung und bietet eine Auflösung von 20 MP, einen Dual-LED-Blitz, einen optischen und einen elektronischen Bildstabilisator. Die Frontkamera besitzt 8 MP.

## ZTE Axon 7 Mini
ZTE hat noch eine kleinere Variante vorgestellt, die etwas günstiger ist. Die Unterschiede zum Axon 7 sind das kleinere Display (5,2 Zoll) mit einer Auflösung von 1920 × 1080, ein kleinerer Akku mit 2705 mAh. Als Prozessor kommt ein Snapdragon 616 (MSM8939), zum Einsatz der mit 1,5 GHz taktet, als Grafikprozessor kommt ein Adreno 405 zum Einsatz. Anstatt 64 GB interner Speicher hat das Mini 32 GB interner Speicher. Die Hauptkamera hat 16 MP.
Dank seines drucksensitiven Bildschirms lässt sich das Axon Mini laut ZTE auch als Waage einsetzen, die aufs Gramm genau wiegen soll.